# Juan Atkins
Juan Atkins (* 9. prosince 1962 v Detroitu, Michigan, USA) je americký electro hudebník a inovátor techno hudby, především jeho předchůdce detroitského techna, společně s Derrickem Mayem, Kevinem Saundersonem.

## Diskografie
- jako Cybotron, s Rickiem Davisem (1981–1983)
  - "Alleys of Your Mind" (1981), singl
  - "Cosmic Cars" (1982), singl
  - "Clear" (1982), singl
  - Enter (1983)
  - "Techno City" (1984), singl
  - Clear (1990)

- jako Model 500 (1985–současnost)
  - "No UFO's" (1985), singl
  - "Night Drive"" (1985), singl
  - Sonic Sunset (1994)
  - Deep Space (1995)
  - Body and Soul (1999)

- Jako Infiniti (1991–1995)
  - Skynet 1998
  - "The Infinit Collection" 1996

- Jako Model 600 (2002)
  - Update 2002, singl

- Jako Juan Atkins
  - The Berlin Sessions 2005